# يسبر ماتسون (لاعب هوكي الجليد)
يسبر ماتسون هو لاعب هوكي الجليد سويدي، ولد في 4 أغسطس 1995 في السويد.

## وصلات خارجية
- يسبر ماتسون على موقع EliteProspects.com (الإنجليزية)
- يسبر ماتسون على موقع HockeyDB.com (الإنجليزية)